# کلاریسا دیویس
کلاریسا دیویس (انگلیسی: Clarissa Davis؛ زادهٔ june ۴, ۱۹۶۷ (۵۷ سال)) ورزشکار بسکتبال اهل ایالات متحده آمریکا است.
از باشگاه‌هایی که در آن بازی کرده‌است می‌توان به فینکس مرکوری اشاره کرد.
وی در مسابقات کشوری و بین‌المللی در مجموع برندهٔ ۲ مدال طلا، ۱ مدال برنز شده‌است.